# Badiza quadrilinearis
Badiza quadrilinearis là một loài bướm đêm trong họ Noctuidae.